# Massakern i Andizjan

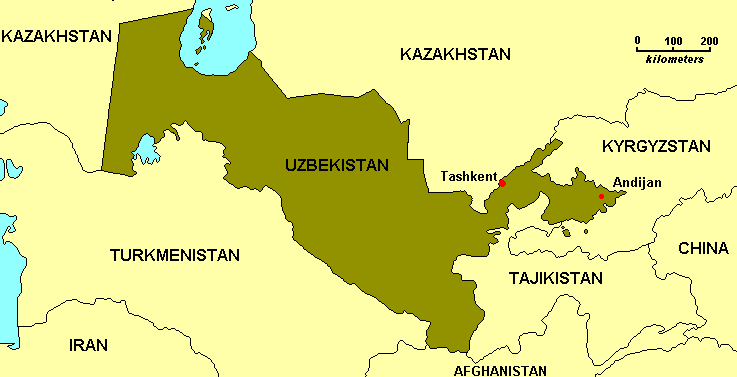
Andizjan är huvudstad i provinsen Andizjan.

Massakern i Andizjan ägde rum då soldater på order av Uzbekistans inrikesministerium och säkerhetstjänst öppnade eld in i en folkmassa av demonstranter i Andizjan den 13 maj 2005. Uppskattningarna av antalet dödade den 13 maj varierar mellan regeringens officiella uppgift om 187 och inofficiella uppgifter om upp till 5 000. De flesta utländska journalister anger ett antal på flera hundra döda. En avhoppare från Uzbekistans säkerhetstjänst hävdar att 1 500 människor dödades. Uppgifter finns om att de flesta av kropparna gömdes i massgravar dagarna efter massakern.
Den uzbekiska regeringen hävdade till en början att Uzbekistans islamiska rörelse hade organiserat oroligheterna och att demonstranterna tillhörde Hezb ut-Tahrir. Kritiker menar att etiketten islamistisk radikalism är en "ursäkt för att vidmakthålla en repressiv stat". Huruvida soldaterna sköt godtyckligt för att förhindra en demokratisk revolution i landet eller agerade legitimt för att undertrycka en fängelseutbrytning är också omstritt. En tredje teori gör gällande att striden egentligen var en dispyt mellan olika grupper som ville ta makten i landet för egen vinning. Den uzbekiska regeringen har slutligen erkänt att undermåliga ekonomiska förhållanden i regionen och allmänt missnöje spelade en roll i protesterna.
Efter att en rad västerländska regeringar ställt krav på en internationell utredning av händelsen har Uzbekistans relationer till omvärlden skiftat till att bli mer öst- än västvänliga. Efter ett beslut i den uzbekiska senaten den 28 augusti 2005 beordrade den uzbekiska regeringen att den amerikanska flygbasen i Karshi-Khanabad skulle stängas. Efter det har den uzbekiska regeringen förbättrat förhållandet till Kina, Indien och Ryssland, tre länder som stödde regeringens agerande i Andizjan.
Den svenska journalisten Elin Jönsson har skrivit en av de mest initierade skildringarna av massakern, i boken Konsten att dölja en massaker.